# Пронин, Константин Никанорович
Константин Никанорович Пронин (1917—1980) — советский военный. Участник Польского похода РККА, Советско-финской и Великой Отечественной войн. Герой Советского Союза (1945). Гвардии капитан.

## Биография
Родился 2 (15) июня 1917 года в селе Терское Козловского уезда Тамбовской губернии (ныне — в Мичуринском районе Тамбовской области) в крестьянской семье. Русский. Окончил семилетнюю школу и школу фабрично-заводского ученичества при Мичуринском паровозоремонтном заводе. До призыва на военную службу работал сварщиком на машинно-тракторной станции.
В ряды Рабоче-крестьянской Красной Армии был призван Юрловским районным военкоматом Тамбовской области в октябре 1938 года. Во время срочной службы принимал участие в освободительном походе Красной Армии в Западную Украину и Западную Белоруссию и советско-финской войне. После окончания Зимней войны старший сержант Пронин демобилизовался и вернулся в родное село.
Вновь в Красную Армию призван в конце июня 1941 года и направлен в Тесницкие лагеря под Тулой, где 5 июля 1941 года был зачислен в 933-й стрелковый полк 254-й стрелковой дивизии. 15 июля 1941 года дивизия была включена в состав 22-й армии Северо-Западного фронта. В боях с немецко-фашистскими захватчиками с 28 июля 1941 года. Воевал в должности командира отделения взвода конной разведки. 29 июля ранен под Старой Руссой, но быстро вернулся в строй. В ходе контрудара войск фронта под Старой Руссой в августе 1941 года неоднократно доставлял командованию ценные разведданные о противнике. 17 августа 1941 года тяжело ранен и более чем на месяц выбыл из строя. После возвращения в свою часть ещё не оправившегося после ранения бойца перевели на хозяйственную должность старшины батареи 76-миллиметровых пушек 933-го стрелкового полка. Но и на этой должности он не раз демонстрировал личное мужество, доставляя горячее питание на самые трудные участки боя.
Член ВКП(б) c января 1942 года. Во время кровопролитных боёв под Старой Руссой и Демянском старшина К. Н. Пронин активно участвовал в партийной работе в своём полку. В декабре 1942 года руководство партийной организации полка приняло решение направить его на обучение в Ленинградское военно-политическое училище имени Ф. Энгельса, находившееся в эвакуации в Шуе, которое лейтенант К. Н. Пронин окончил в декабре 1943 года и в январе 1944 года получил назначение в 250-й гвардейский стрелковый полк 83-й гвардейской стрелковой дивизии 11-й гвардейской армии 1-го Прибалтийского фронта на должность парторга 3-го стрелкового батальона.
В феврале — марте 1944 года принимал участие в Витебской операции. В апреле 1944 года 11-я гвардейская армия была выведена в резерв Ставки Верховного Главнокомандования и начала подготовку к предстоящему летнему наступлению. В июне 1944 года произведён в гвардии старшие лейтенанты. Во время Витебско-Оршанской операции, перед началом которой 11-я гвардейская армия была включена в состав 3-го Белорусского фронта, при прорыве обороны противника на рубеже Рагозино — Высокое личным примером увлекал бойцов батальона на выполнение боевой задачи. Затем в числе первых форсировал реку Березину, при этом был серьёзно ранен. После возвращения в строй назначен на должность заместителя командира стрелкового батальона по политической части 252-го стрелкового полка. Участвовал в освобождении Прибалтики и в боях на территории Восточной Пруссии (Каунасская и Гумбиннен-Гольдапская операции).
К началу Восточно-Прусской операции К. Н. Пронин, получил очередное звание гвардии капитана. В ходе Инстербургско-Кёнигсбергской операции на заместителя командира батальона по политической части гвардии капитана К. Н. Пронина была возложена задача по бесперебойному снабжению наступающего батальона боеприпасами и продуктами питания, с которой он справился блестяще. 28 января 1945 года подразделения 83-й гвардейской стрелковой дивизии прорвали немецкую линию обороны «Фришинг» на южных подступах к городу-крепости Кёнигсберг и вышли к внешнему обводу обороны города. 3 февраля 1945 года, находясь в боевых порядках батальона, гвардии капитан К. Н. Пронин осуществлял непосредственное руководство подразделением при отражении контратаки врага. В ходе боя батальон под его командованием уничтожил 7 огневых точек противника, бронетранспортёр и до 30 немецких солдат и офицеров.
Накануне штурма Кёнигсберга возглавил одну из штурмовых групп. Ночью 6 апреля 1945 года с группой из 16 бойцов обходным манёвром скрытно подошёл к форту № 10 Канитц, прикрывавшему подходы к центру Кёнигсберга с юга, и ворвался в его казематы. После получасового гранатного боя застигнутый врасплох вражеский гарнизон в количестве 106 человек капитулировал. Штурмовой группой Пронина были захвачены большие склады с продовольствием и военным имуществом. В ходе уличных боёв в Кёнигсберге находился непосредственно в боевых порядках своего батальона и личным примером мужества и отваги увлекал бойцов на выполнение поставленных боевых задач. 7 апреля 1945 года батальон ворвался в Розенау, и уничтожив до батальона немецкой пехоты, первым вышел к реке Преголь, чем обеспечил продвижение соседних батальонов полка. 9 апреля 1945 года гарнизон Кёнигсберга сложил оружие, и в ночь на 11 апреля 11-я гвардейская армия была выведена в резерв.
В ночь с 17 на 18 апреля 1945 года свежие части 11-й гвардейской армии сменили подразделения 2-й гвардейской армии на Пилаусском полуострове, где главным опорным пунктом немецко-фашистских войск, оперативной группы «Земланд», оставался город-крепость Пиллау. Был сформирован десант на косу Фрише-Нерунг из бойцов 83-й гвардейской дивизии с целью высадки на западном побережье – общей численностью до 650 человек под командованием полковника Л. Т. Белого, в состав которого вошёл и гвардии капитан К. Н. Пронин. 25 апреля 1945 года в 22 часа 45 минут десант в районе Пальмникена закончил посадку на торпедные катера и катерные тральщики 1-й бригады торпедных катеров Балтийского флота, которые взяли курс в открытое море. В заданной точке катера сделали резкий разворот и в 2 часа 15 минут 26 апреля 1945 года высадили первый отряд десантников под командованием гвардии капитана К. Н. Пронина у отметки 14,4 в районе зенитной батареи Лемберг в трёх километрах к югу от пролива Зеетиф. Высадка десанта явилась полной неожиданностью для противника. В скоротечной схватке бойцы уничтожили боевое охранение немцев, и захватив прибрежную траншею, обеспечили высадку основных сил десанта. Через полчаса после высадки десант вышел на восточный берег косы и внезапным ударом захватил две линии немецких траншей и 3 ДЗОТа. Атакованный превосходящими силами противника, десант оказался в крайне тяжёлом положении. Отряд за пять часов боя на своём участке обороны отразил 6 атак десятикратно превосходящих сил неприятеля, уничтожив до двух сотен немецких солдат и офицеров и ещё 400 взяв в плен. Коренной перелом в сражении произошёл после высадки на восточном побережье косы подразделений морской пехоты. Перейдя в наступление, десантники и морские пехотинцы расчленили немецкую группировку и соединились с частями 31-й и 5-й гвардейских стрелковых дивизий, наступавших со стороны Пиллау. К вечеру 25 апреля 1945 года последняя группировка немецких войск численностью свыше 8000 человек, оборонявшихся на окраине посёлка Нойтиф, сложила оружие.
За образцовое выполнение боевых заданий командования на фронте борьбы с немецкими захватчиками и проявленные при этом отвагу и геройство указом Президиума Верховного Совета СССР от 29 июня 1945 года гвардии капитану Пронину Константину Никаноровичу было присвоено звание Героя Советского Союза.
Оставался на военной службе до 1947 года. После увольнения в запас вернулся в родные места. Работал заместителем начальника Сурёнской машинно-тракторной станции. Затем переехал в Тамбов, где трудился бригадиром строительной бригады треста «Тамбовхимпромстрой».
21 ноября 1980 года скончался, похоронен на Воздвиженском кладбище Тамбова.

## Награды
- Медаль «Золотая Звезда» (29.06.1945);
- орден Ленина (29.06.1945);
- орден Красного Знамени (27.04.1945);
- орден Отечественной войны 2-й степени (06.03.1945);
- орден Красной Звезды (03.08.1944);
- медали, в том числе:
  - медаль «За боевые заслуги» (15.12.1942).

## Документы
- Общедоступный электронный банк документов «Подвиг Народа в Великой Отечественной войне 1941—1945 гг.» Дата обращения: 27 апреля 2013. Архивировано из оригинала 13 марта 2012 года.

Представление к званию Героя Советского Союза. Дата обращения: 26 апреля 2013. Архивировано 1 мая 2013 года.
Указ Президиума Верховного Совета СССР о присвоении звания Героя Советского Союза. Дата обращения: 27 апреля 2013. Архивировано 1 мая 2013 года.
Орден Красного Знамени (наградной лист и приказ о награждении). Дата обращения: 27 апреля 2013. Архивировано 1 мая 2013 года.
Орден Отечественной войны 2-й степени (наградной лист и приказ о награждении). Дата обращения: 27 апреля 2013. Архивировано 1 мая 2013 года.
Орден Красной Звезды (наградной лист и приказ о награждении). Дата обращения: 27 апреля 2013. Архивировано 1 мая 2013 года.
Медаль «За боевые заслуги» (приказ о награждении). Дата обращения: 27 апреля 2013. Архивировано 1 мая 2013 года.